# Causalità umana
La teoria della causalità umana rappresenta in ambito giuridico un correttivo della teoria condizionalistica. 
Condivide con quest'ultima la premessa che causa dell'evento è ogni azione necessaria e sufficiente a produrlo; il rapporto di causalità, tuttavia, sussiste a condizione che l'evento non sia dovuto al concorso di fattori eccezionali. È dunque da escludersi il rapporto di causalità ogniqualvolta nel decorso causale siano intervenuti dei fattori rarissimi, cioè fattori che hanno una insignificante probabilità di verificarsi.